# Dioscorea reversiflora
Dioscorea reversiflora är en enhjärtbladig växtart som beskrevs av Edwin Burton Uline. Dioscorea reversiflora ingår i släktet Dioscorea och familjen Dioscoreaceae. Inga underarter finns listade i Catalogue of Life.